# Козловщина
Козло́вщина (біл. Казлоўшчына) — селище міського типу в Гродненській області Білорусі, у Дятловському районі.
Населення селища становить 2,4 тис. осіб (2006).